# マルクトオーバードルフ
マルクトオーバードルフ (ドイツ語: Marktoberdorf, ドイツ語発音: [marktˈoːbɐdɔrf]) は、ドイツ連邦共和国バイエルン州シュヴァーベン行政管区のオストアルゴイ郡に属す都市である。州内で知られたこの保養地はアルゴイ地方のアルプス前山地方に位置する。

## 地理
マルクトオーバードルフ市内の西部をヴェルタハ川、東部をゲルトナハ川が流れ、市の下流で合流する。

### 市の構成
マルクトオーバードルフ市は、市中部、北部（モース）、南部のグヴァント地区およびグシュラット地区、東部のアルターベルク地区、鉄道の西側の工業産業地区からなる元来固有の市域と、かつては独立した自治体で1972年と1978年の市町村再編の際にマルクトオーバードルフに合併したベルトルツホーフェン、ガイゼンリート、ロイターシャハ、リーダー、ズルツシュナイト、タールホーフェン・アン・デア・ヴェルタハからなる。
これを含め、本市は、公式には27の地区 (Ort) からなる。このうち小集落や孤立農場などを除く集落を以下に列記する。
| - バルテラーツリート - ベルトルツホーフェン - ブルク - エンネンホーフェン - フェヒゼン - ガイゼンリート - ハッテンホーフェン | - ハウゼン - ハイラント - コールフンデン - ロイターシャハ - マルクトオーバードルフ - オスターリート - リーダー | - ロンリート - シュヴェンデン - ゼルベンスベルク - ズルツシュナイト - タールホーフェン・アン・デア・ヴェルタハ - ヴァイプレーツホーフェン |

### 周辺地域
マルクトオーバードルフ最寄りの都市はカウフボイレンで、約11kmの距離にある。25kmの範囲には「アルゴイの首都」ケンプテン、ケーニヒスヴィンケル地方のフュッセン、オーバーバイエルンのショーンガウがある。この街からはアンマー山地やアルゴイ・アルプスの山並みを望むことができ、車で20分ほどで行くことができる。

## 歴史
オーバードルフの集落は、より古いアルトドルフ（現在はビーセンホーフェンに属す）と境を接しており、1803年の帝国代表者会議主要決議まではオーバードルフ管理区としてアウクスブルク司教領に属した。この集落は1453年に他の諸権利とともに市場開催権を得た（Markt Oberdorf、Markt =「市場」）。
1803年からこの町はバイエルン領となった。1848年ドイツ革命後の成り行きで1862年7月1日にマルクトオーバードルフおよびカウフボイレン管区 (Bezirksamt) が創設された。
1953年に、この町に都市権が与えられ、「マルクトオーバードルフ」 (Marktoberdorf) と改名された。この都市は1972年までマルクトオーバードルフ郡の郡庁所在地であった。この都市に旧フュッセン郡および旧カウフボイレン郡と三者合併が行われ、オストアルゴイ郡が成立し、その郡庁所在地となった。

## 行政

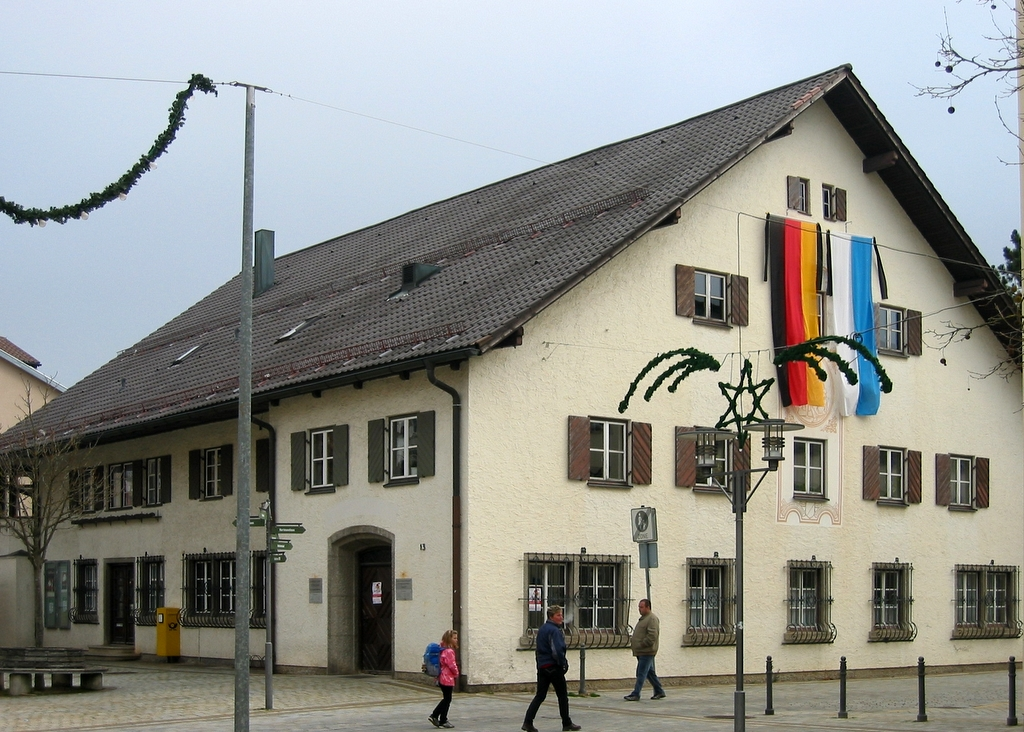
マルクトオーバードルフ市庁舎

第一市長はヴォルフガング・ヘル (CSU) である。彼は、2014年の地方選挙で 63.5 % の表を獲得してこの職に就いた。
市議会は24議席からなる。

### 姉妹都市、庇護協力関係
- ヴァルトミュンヒェン（ドイツ、バイエルン州、オーバープファルツ）1983年

1957年からマルクトオーバードルフはリーゼン山地に位置するブルフラビ市および郡（ドイツ名: ホーエンエルベ）を逐われたドイツ人に対する庇護協力を引き受けた。

### 紋章
銀地に、赤いたてがみのある金の兜を被り、金の甲冑をつけたトゥールの聖マルティンが描かれている。彼は自分の赤いマントを銀の剣で切り、裸の物乞いに与えようとしている。この紋章は、この都市の象徴的建造物であるマルクトオーバードルフの都市教区教会の守護聖人にちなんだものである。彼は1745年の紋章に登場し、1837年に上述のデザインに簡略化されて、1928年に改めて採択された。

## 文化と見所

### 博物館
- リーゼン山地博物館
- パウル・レーダー博物館
- 市立博物館
- ハルトマンハウスの郷土博物館
- ガイガー博士邸
- マルクトオーバードルフの芸術家の家
- マルクトオーバードルフのローマ浴場

### 劇場
- 催事場 MODEON
- mobilé: 演劇学校、小劇場、映画館

### 音楽
- バイエルン音楽アカデミー（この他にアルトエグロフスハイム、ハンメルブルクにある）
- カール・オルフ合唱団
- シュタットカペレ・マルクトオーバードルフ
- マルクトオーバードルフ聖霊降臨祭 — 国際音楽コンクール

### 建築

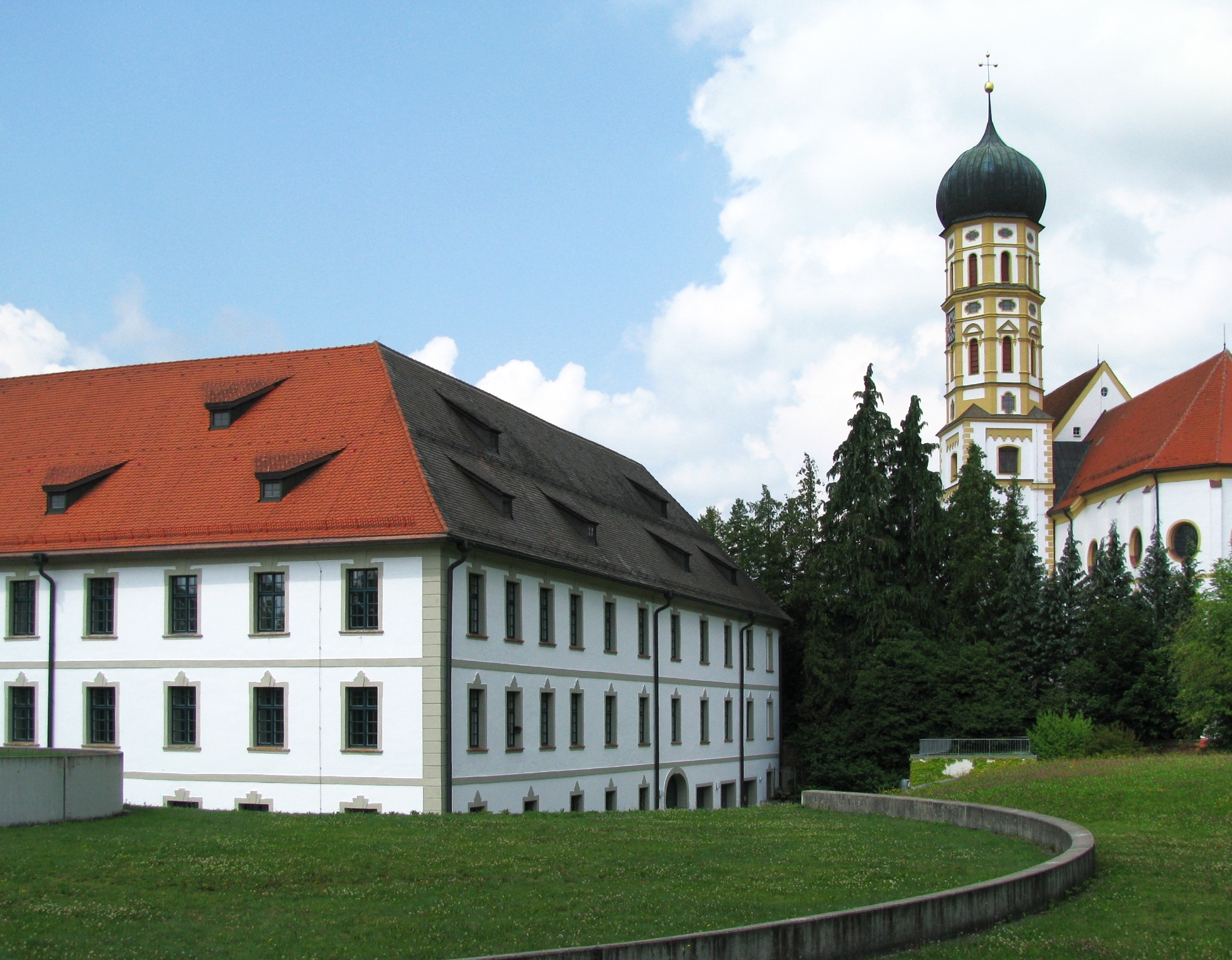
マルクトオーバードルフ城と聖マルティン都市教区教会

- 聖マルティン都市教区教会: 最後のアウクスブルク司教領主で最後のトリーア大司教／選帝侯であったクレメンス・ヴェンツェスラウス・フォン・ザクセンの墓地礼拝堂がある。
- 司教領主の旧城館: 18世紀建造。眺めの良いあずまやに続く「クアフュルステッンアレー」（選帝侯の並木道）と呼ばれる 2km の長さのボダイジュの並木道がある。この城館はアウクスブルク司教領主の狩りの城館で、最後はクレメンス・ヴェンツェスラウス・フォン・ザクセンの夏の居城となった。
- 聖母礼拝堂: 1475年建造。
- 聖ミヒャエル教区教会（バルトルツホーフェン地区）
- ペスト墓地
- リューベツァールの泉
- 追放者祈念碑
- マルクトオーバードルフの芸術家の家: ヴァレンティン・ベアルトとアンドレア・デプラーツェによる近代建築

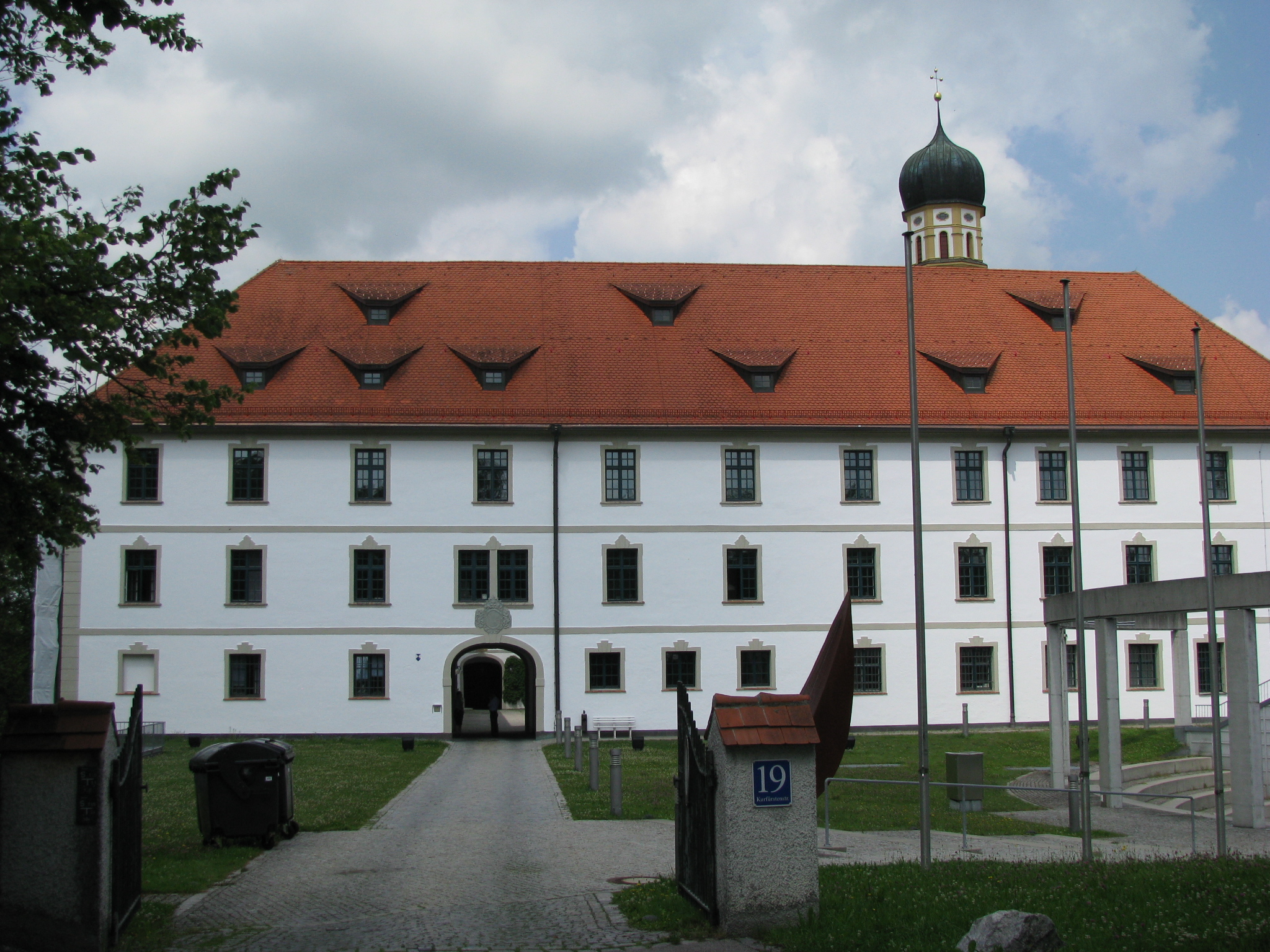
マルクトオーバードルフ城
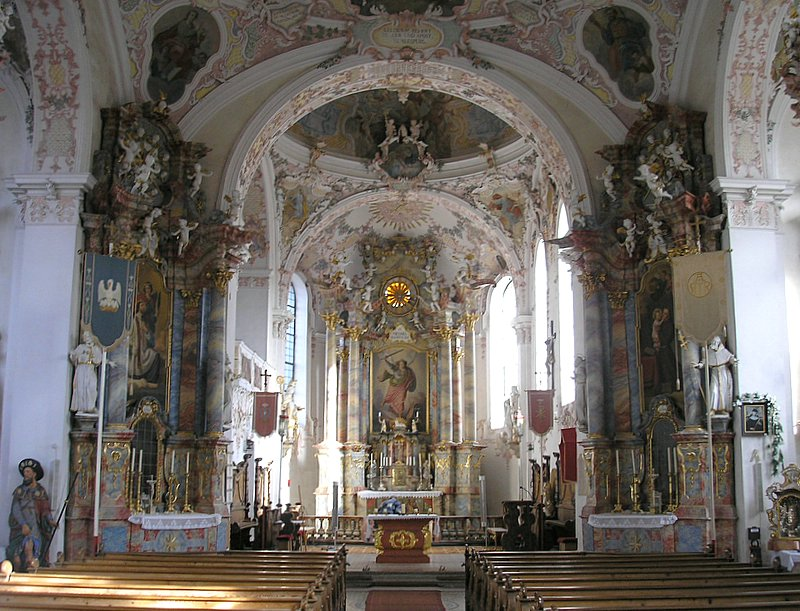
聖ミヒャエル教区教会（バルトルツホーフェン地区）

### 緑地
- ルイトポルト高地（ブーヒェルとも呼ばれる）
- 選帝侯の並木道

### スポーツと余暇
- 選帝侯の城館からスタートするテーマ性のある遠距離遊歩道の、いわゆるプレラーテンヴェク（司教の道）はアルプス前山地方を通り、オーバーバイエルンのコーヒェル・アム・ゼーにまで続いている。
- ミュンヘンから通じるヤーコプスヴェクはマルクトオーバードルフを経由してボーデン湖に至る。
- マルクトオーバードルフからレヒブルックまで廃線となった鉄道の軌道に自転車道が整備されている。
- 2年に1度6月に、インラインスケート、自転車、ランニングを組み合わせた種目混合マラソンが行われる。
- 12月半ばのニコラウスレース
- エットヴィーザー池: 市南部の天然屋外プール
- マルクトオーバードルフ屋内プール
- 数多くの体育館やサッカー場
- 見学が可能なフェント農業トラクター工場

### 年中行事
- NATOインターナショナル・サマー・スクール
- ムジカ・サクラ・インターナショナル: 聖霊降臨祭に行われる世界宗教音楽祭（偶数年）
- マルクトオーバードルフ国際室内合唱コンクール: 聖霊降臨祭に行われる国際合唱コンクール（奇数年）

## 経済と社会資本

### 経済
マルクトオーバードルフ最大で最も有名な企業はトラクター製造業者のAGCO（フェント）で、2,200人の従業員を擁している。
ラウターシャハ市区にはラーデベルク・グループに属すアルゴイアー・ブラウハウスの工場（ブルワリー）がある。この他の大きな企業は、アイゼン＝フェント（鉄鋼、工具販売）、アッテラー（鉄製器具販売）、フーベルト・シュミット（建設、リサイクル、土壌再生など）、クサヴァー・シュミット（建設業者）、GRÖMOおよびRÖSLE（ともにメタルヴァーレンファブリーク・メルクトオーバードルフの子会社）がある。

### 交通
この都市は、鉄道ビーセンホーフェン - フュッセン線沿いに位置しており、北のカウフボイレン、南のフュッセンへ1時間毎に列車が発着する。また、ミュンヘンやアウクスブルクへの直通列車が1時間毎、交互に運行している。マルクトオーバードルフ市内には3つの駅がある: マルクトオーバードルフ駅、マルクトオーバードルフ・シューレ駅、ロイターシャハ駅である。
マルクトオーバードルフには、連邦道B12、B16、B472号線が走っており、これらを利用してアウトバーンA7、A96号線のインターチェンジにアクセスできる。

### メディア
アルゴイアー・ツァイトゥングの地方編集局は同紙の地方版を作成している。

### 公共機関
- 郡庁
- 保健所
- 測量所
- 郡立病院
- 屋内プール、屋外プール、サウナ

### 教育
- ギムナジウム・マルクトオーバードルフ、実科学校、職業学校、本課程学校、およびギムナジウムと実科学校の寄宿舎がある学校教育センター
- 基礎課程学校・国民学校 4校
- ドン・ボスコ・シューレ（特殊教育支援センター）
- バイエルン音楽アカデミー
- 市民大学
- 市立図書館

## 人物

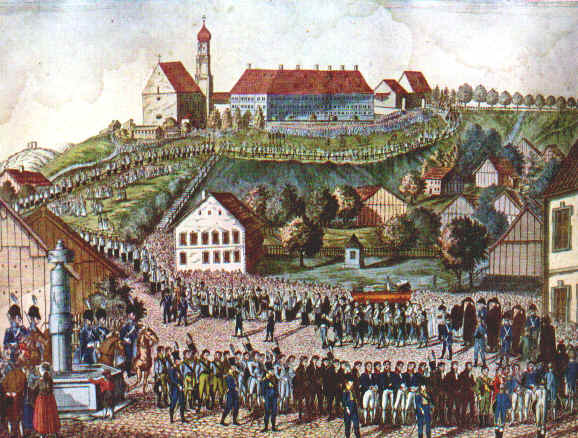
クレメンス・ヴェンツェスラウス・フォン・ザクセンの葬列

### 出身者
- ケヴィン・フォラント（1992年 - ）サッカー選手

### ゆかりの人物
- クレメンス・ヴェンツェスラウス・フォン・ザクセン（1739年 - 1812年）最後のトリーア大司教（選帝侯）、最後のアウクスブルク司教領主。マルクトオーバードルフ城の近くに葬られている。
- ライムント・ハルムシュトルフ（1939年 - 1998年）俳優。晩年にマルクトオーバードルフの農場で暮らした。

## 引用
1. ↑  https://www.statistikdaten.bayern.de/genesis/online?operation=result&code=12411-003r&leerzeilen=false&language=de Genesis-Online-Datenbank des Bayerischen Landesamtes für Statistik Tabelle 12411-003r Fortschreibung des Bevölkerungsstandes: Gemeinden, Stichtag (Einwohnerzahlen auf Grundlage des Zensus 2011)
2. ↑  Max Mangold, ed (2005). Duden, Aussprachewörterbuch (6 ed.). Dudenverl. p. 536. ISBN 978-3-411-04066-7
3. ↑  Bayerische Landesbibliothek Online
4. ↑  バイエルン州統計・データ管理局: Kommunalwahlen in Bayern am 16. März 2014: Wahl zum ersten Bürgermeister in 777151 Marktoberdorf, St（2014年8月13日 閲覧）